# Клины (Херсонская область)
Клины (укр. Клини) — село в Виноградовской сельской общине Херсонского района Херсонской области Украины.
Почтовый индекс — 75141. Телефонный код — 5542. Код КОАТУУ — 6525085002.

## Население
Население по переписи 2001 года составляло 534 человека.

### Языковой состав
Родной язык населения по данным переписи 2001 года:
| Язык       | Численность, чел. | Доля     |
| ---------- | ----------------- | -------- |
| Украинский | 487               | 91,20 %  |
| Русский    | 38                | 7,12 %   |
| Молдавский | 6                 | 1,12 %   |
| Другое     | 3                 | 0,56 %   |
| Итого      | 534               | 100,00 % |

## Местный совет
75140, Херсонская обл., Алёшковский р-н, с. Тарасовка, ул. Садовая, 99